# 순서통계량

지수 분포에서 크기 n = 5인 샘플의 순서통계량의 확률 밀도 함수

통계학에서 표집의 순서통계량(order statistic)은 k번째로 작은 값과 동일하다. 순위통계와 함께 순서통계량은 비모수 통계와 추론에서 가장 중요한 도구들의 하나에 속한다.
순서통계량의 중요한 특수 케이스로는 샘플의 최소값과 최대값, 그리고 중앙값과 기타 4분위수이다.
연속 분포의 무작위 표집의 순서통계량을 분석하기 위해 확률론을 사용할 때 누적 분포 함수를 사용하여 균등분포의 순서통계량의 케이스에 대한 분석 수를 줄인다.

## 예시
다음과 같은 크기 4의 샘플을 만들어내는 4개의 수가 있다고 가정한다. 샘플 값이 다음과 같다면
6, 9, 3, 8
순서통계량은 다음과 같이 고지된다.
{\displaystyle x_{(1)}=3,\ \ x_{(2)}=6,\ \ x_{(3)}=8,\ \ x_{(4)}=9,\,}

## 같이 보기
- 상자 수염 그림
- 선택 알고리즘

### 순서통계량의 예시
- 백분위수
- 십분위수
- 사분위수
- 중앙값